# Dziewięciu nathów
Dziewięciu nathów – grupa dziewięciu guru hinduistycznych z tradycji jogi nathów. Najsławniejsi z tej grupy to Gorakszanath i jego nauczyciel Matsjendranath.
Istnieją różne listy imion tych mistrzów:
- Przykład I (postacie powiązano z hinduistycznymi bogami):

1. Aumgkar Adinatha – Śiwa
2. Selnatha – Kryszna, Ramaćandra
3. Santoknatha
4. Aćalaćambhunatha – Hanuman, Lakszman
5. Gadźbali Gadźkanthnatha – Ganeśa
6. Pradźnatha lub Udainatha – Parwati
7. Majarupi Maććhendranatha
8. Gathepinde Rićajakari lub Naranathar
9. Gjansarupe lub Purakh Siddh Ćaurańdźwenatha lub Puran Bhagat[2]

- Przykład II

1. Omkarinath – Wisznu
2. Samtokanath – Wisznu
3. Gadźboli lub Gaadźana – Hanuman
4. Aćaleśwar – Ganapati
5. Udajanatha – Surja
6. Parwati Prem – Mahadewa
7. Santhanatha – Brahma
8. Gjanidźi Siddhaćewarangi – Dźagannath
9. Majarupi – Matsja[3]

- Przykład III

1. Goraknath
2. Machandernath
3. Charpatnath
4. Mangalnath
5. Ghugonath
6. Gopinath
7. Prannath
8. Suratnath
9. Chambanath[4]